# President del Consell de Ministres del Kirguizstan
El president del Consell de Ministres del Kirguizstan (en kirguís: Кыргыз Республикасынын Министрлер Кабинетинин төрагасы), abans conegut com el primer ministre del Kirguizstan (en kirguís: Кыргыз Республикасынын премьер-министри), és el cap del poder executiu, ja que presideix el Consell de Ministres de la República Kirguís.
Fins al 2010, el president estava en una posició més forta que el primer ministre, però després del referèndum constitucional, l'estat va passar a un sistema parlamentari, donant més poder al parlament i al gabinet a costa del president.
El 5 de maig de 2021, després del referèndum constitucional de l'abril de 2021, el Kirguizstan va tornar a la forma de govern presidencial i la major part del poder va passar de nou al president, i el primer ministre es va convertir en el president del gabinet de ministres.

## Llista dels titulars del càrrec
En aquesta llista s'inclouen tots els primers ministres i presidents del Consell de Ministres del país, incloent-hi les persones que van exercir el càrrec de manera interina.
Informació actualitzada per un bot. Els canvis manuals es perdran quan s'actualitzi!

{{

{{

{{

{{

{{

{{

{{

{{

{{

{{

{{

{{

{{

{{

{{

{{

{{

{{

{{

{{

{{

{{

{{

{{

{{

{{

{{

{{

{{

{{

{{

{{

{{

{{

{{

{{

{{

{{

{{

{{

{{

{{

{{

{{

{{

{{

{{

{{

{{

{{

{{

{{

{{

{{

{{

{{

{{

{{

{{

{{

{{

| Imatge                          | Titular                           | Gènere                                         | Partit                                          | Des de              | Fins a                 | Anys                   | Interí                 | {{                | label = Azim Isabekov | genere = masculí | partit = Ar-Namys | inici = 2007-01-29 | final = 2007-03-29 | genere = masculí }} |
| label = Kubanychbek Jumaliyev   | genere = masculí                  | partit = Democratic Party Adilet               | inici = 1998-03-14                              | final = 1998-12-23  | genere = masculí       | color = 0086FC }}      |                        |                   |                       |                  |                   |                    |                    |                     |
| imatge =                        | label = Zhantoro Satybaldiyev     | genere = masculí                               | inici = 2012-09-06                              | final = 2014-03-25  | genere = masculí }}    |                        |                        |                   |                       |                  |                   |                    |                    |                     |
| label = Daniar Usenov           | genere = masculí                  | partit = Ak Jol                                | inici = 2009-10-21                              | final = 2010-04-07  | genere = masculí       | color = DB2016 }}      |                        |                   |                       |                  |                   |                    |                    |                     |
| imatge =                        | label = Omurbek Babanov           | genere = masculí                               | partit = Respublika–Ata Zhurt                   | inici = 2011-12-01  | final = 2011-12-24     | genere = masculí       | interi = ad interim    | color = F8C900 }} |                       |                  |                   |                    |                    |                     |
| imatge =                        | label = Omurbek Babanov           | genere = masculí                               | partit = Respublika                             | inici = 2011-12-01  | final = 2011-12-24     | genere = masculí       | interi = ad interim    | color = 20959E }} |                       |                  |                   |                    |                    |                     |
| imatge =                        | label = Omurbek Babanov           | genere = masculí                               | partit = Respublika–Ata Zhurt                   | inici = 2011-12-24  | final = 2012-09-01     | genere = masculí       | color = F8C900 }}      |                   |                       |                  |                   |                    |                    |                     |
| imatge =                        | label = Omurbek Babanov           | genere = masculí                               | partit = Respublika                             | inici = 2011-12-24  | final = 2012-09-01     | genere = masculí       | color = 20959E }}      |                   |                       |                  |                   |                    |                    |                     |
| imatge =                        | label = Omurbek Babanov           | genere = masculí                               | partit = Respublika–Ata Zhurt                   | inici = 2011-09-23  | final = 2011-11-14     | genere = masculí       | interi = ad interim    | color = F8C900 }} |                       |                  |                   |                    |                    |                     |
| imatge =                        | label = Omurbek Babanov           | genere = masculí                               | partit = Respublika                             | inici = 2011-09-23  | final = 2011-11-14     | genere = masculí       | interi = ad interim    | color = 20959E }} |                       |                  |                   |                    |                    |                     |
| imatge =                        | label = Apas Jumagulov            | genere = masculí                               | partit = Partit Comunista de la Unió Soviètica  | inici = 1993-12-14  | final = 1998-03-14     | genere = masculí       | color = D40000 }}      |                   |                       |                  |                   |                    |                    |                     |
| label = Jumabek Ibraimov        | genere = masculí                  | inici = 1998-12-25                             | final = 1999-04-04                              | genere = masculí }} |                        |                        |                        |                   |                       |                  |                   |                    |                    |                     |
| imatge =                        | label = Nikolai Tanayev           | genere = masculí                               | partit = candidat independent                   | inici = 2002-05-22  | final = 2005-03-25     | genere = masculí       | color = DDDDDD }}      |                   |                       |                  |                   |                    |                    |                     |
| imatge =                        | label = Amangeldy Muraliyev       | genere = masculí                               | inici = 1999-04-12                              | final = 2000-12-21  | genere = masculí }}    |                        |                        |                   |                       |                  |                   |                    |                    |                     |
| imatge =                        | label = Almazbek Atambàiev        | genere = masculí                               | partit = Partit Socialdemòcrata del Kirguizstan | inici = 2011-11-14  | final = 2011-12-01     | genere = masculí       | color = 006A9F }}      |                   |                       |                  |                   |                    |                    |                     |
| imatge =                        | label = Almazbek Atambàiev        | genere = masculí                               | partit = Partit Socialdemòcrata del Kirguizstan | inici = 2007-03-29  | final = 2007-11-28     | genere = masculí       | color = 006A9F }}      |                   |                       |                  |                   |                    |                    |                     |
| imatge =                        | label = Almazbek Atambàiev        | genere = masculí                               | partit = Partit Socialdemòcrata del Kirguizstan | inici = 2010-12-17  | final = 2011-09-23     | genere = masculí       | color = 006A9F }}      |                   |                       |                  |                   |                    |                    |                     |
| imatge =                        | label = Tursunbek Chyngyshev      | genere = masculí                               | partit = Partit Comunista de la Unió Soviètica  | inici = 1992-02-10  | final = 1993-12-13     | genere = masculí       | color = D40000 }}      |                   |                       |                  |                   |                    |                    |                     |
| imatge =                        | label = Felix Kulov               | genere = masculí                               | partit = Ar-Namys                               | inici = 2005-09-01  | final = 2007-01-29     | genere = masculí }}    |                        |                   |                       |                  |                   |                    |                    |                     |
| imatge =                        | label = Igor Chudinov             | genere = masculí                               | partit = Ak Jol                                 | inici = 2007-12-24  | final = 2009-10-21     | genere = masculí       | color = DB2016 }}      |                   |                       |                  |                   |                    |                    |                     |
| imatge =                        | label = Igor Chudinov             | genere = masculí                               | partit = Bir Bol                                | inici = 2007-12-24  | final = 2009-10-21     | genere = masculí }}    |                        |                   |                       |                  |                   |                    |                    |                     |
| imatge =                        | label = Kurmanbek Bakíev          | genere = masculí                               | partit = candidat independent                   | inici = 2005-07-10  | final = 2005-08-15     | genere = masculí       | color = DDDDDD }}      |                   |                       |                  |                   |                    |                    |                     |
| imatge =                        | label = Kurmanbek Bakíev          | genere = masculí                               | partit = Ak Jol                                 | inici = 2005-07-10  | final = 2005-08-15     | genere = masculí       | color = DB2016 }}      |                   |                       |                  |                   |                    |                    |                     |
| imatge =                        | label = Kurmanbek Bakíev          | genere = masculí                               | partit = Moviment Popular del Kirguizistan      | inici = 2005-07-10  | final = 2005-08-15     | genere = masculí }}    |                        |                   |                       |                  |                   |                    |                    |                     |
| imatge =                        | label = Kurmanbek Bakíev          | genere = masculí                               | partit = candidat independent                   | inici = 2000-12-21  | final = 2002-05-22     | genere = masculí       | color = DDDDDD }}      |                   |                       |                  |                   |                    |                    |                     |
| imatge =                        | label = Kurmanbek Bakíev          | genere = masculí                               | partit = Ak Jol                                 | inici = 2000-12-21  | final = 2002-05-22     | genere = masculí       | color = DB2016 }}      |                   |                       |                  |                   |                    |                    |                     |
| imatge =                        | label = Kurmanbek Bakíev          | genere = masculí                               | partit = Moviment Popular del Kirguizistan      | inici = 2000-12-21  | final = 2002-05-22     | genere = masculí }}    |                        |                   |                       |                  |                   |                    |                    |                     |
| imatge =                        | label = Kurmanbek Bakíev          | genere = masculí                               | partit = candidat independent                   | inici = 2005-03-25  | final = 2005-03-28     | genere = masculí       | interi = ad interim    | color = DDDDDD }} |                       |                  |                   |                    |                    |                     |
| imatge =                        | label = Kurmanbek Bakíev          | genere = masculí                               | partit = Ak Jol                                 | inici = 2005-03-25  | final = 2005-03-28     | genere = masculí       | interi = ad interim    | color = DB2016 }} |                       |                  |                   |                    |                    |                     |
| imatge =                        | label = Kurmanbek Bakíev          | genere = masculí                               | partit = Moviment Popular del Kirguizistan      | inici = 2005-03-25  | final = 2005-03-28     | genere = masculí       | interi = ad interim }} |                   |                       |                  |                   |                    |                    |                     |
| imatge =                        | label = Kurmanbek Bakíev          | genere = masculí                               | partit = candidat independent                   | inici = 2005-03-25  | final = 2005-06-20     | genere = masculí       | color = DDDDDD }}      |                   |                       |                  |                   |                    |                    |                     |
| imatge =                        | label = Kurmanbek Bakíev          | genere = masculí                               | partit = Ak Jol                                 | inici = 2005-03-25  | final = 2005-06-20     | genere = masculí       | color = DB2016 }}      |                   |                       |                  |                   |                    |                    |                     |
| imatge =                        | label = Kurmanbek Bakíev          | genere = masculí                               | partit = Moviment Popular del Kirguizistan      | inici = 2005-03-25  | final = 2005-06-20     | genere = masculí }}    |                        |                   |                       |                  |                   |                    |                    |                     |
| label = Andrei Iordan           | genere = masculí                  | partit = Partit Comunista de la Unió Soviètica | inici = 1991-11-29                              | final = 1992-02-10  | genere = masculí       | interi = ad interim    | color = D40000 }}      |                   |                       |                  |                   |                    |                    |                     |
| label = Almanbet Matubraimov    | genere = masculí                  | partit = candidat independent                  | inici = 1993-12-13                              | final = 1993-12-14  | genere = masculí       | interi = ad interim    | color = DDDDDD }}      |                   |                       |                  |                   |                    |                    |                     |
| imatge =                        | label = Nasirdin Isanov           | genere = masculí                               | partit = Partit Comunista de la Unió Soviètica  | inici = 1991-01-21  | final = 1991-11-29     | genere = masculí       | color = D40000 }}      |                   |                       |                  |                   |                    |                    |                     |
| label = Iskenderbek Aidaraliyev | genere = masculí                  | partit = Partit Comunista de la Unió Soviètica | inici = 2007-11-28                              | final = 2007-12-24  | genere = masculí       | interi = ad interim    | color = D40000 }}      |                   |                       |                  |                   |                    |                    |                     |
| imatge =                        | label = Temir Sariev              | genere = masculí                               | partit = Partit Comunista de la Unió Soviètica  | inici = 2015-05-01  | final = 2015-11-08     | genere = masculí       | color = D40000 }}      |                   |                       |                  |                   |                    |                    |                     |
| imatge =                        | label = Temir Sariev              | genere = masculí                               | partit = Akshumkar                              | inici = 2015-05-01  | final = 2015-11-08     | genere = masculí       | color = 3DBCCB }}      |                   |                       |                  |                   |                    |                    |                     |
| imatge =                        | label = Temir Sariev              | genere = masculí                               | partit = Partit Comunista de la Unió Soviètica  | inici = 2015-11-08  | final = 2016-04-13     | genere = masculí       | color = D40000 }}      |                   |                       |                  |                   |                    |                    |                     |
| imatge =                        | label = Temir Sariev              | genere = masculí                               | partit = Akshumkar                              | inici = 2015-11-08  | final = 2016-04-13     | genere = masculí       | color = 3DBCCB }}      |                   |                       |                  |                   |                    |                    |                     |
| imatge =                        | label = Akylbek Japarov           | genere = masculí                               | partit = Ar-Namys                               | inici = 2021-10-12  | genere = masculí }}    |                        |                        |                   |                       |                  |                   |                    |                    |                     |
| imatge =                        | label = Akylbek Japarov           | genere = masculí                               | partit = Ar-Namys                               | inici = 2021-10-12  | genere = masculí }}    |                        |                        |                   |                       |                  |                   |                    |                    |                     |
| imatge =                        | label = Aaly Karashev             | genere = masculí                               | partit = Respublika–Ata Zhurt                   | inici = 2012-09-01  | final = 2012-09-05     | genere = masculí       | interi = ad interim    | color = F8C900 }} |                       |                  |                   |                    |                    |                     |
| imatge =                        | label = Aaly Karashev             | genere = masculí                               | partit = Partit Socialdemòcrata del Kirguizstan | inici = 2012-09-01  | final = 2012-09-05     | genere = masculí       | interi = ad interim    | color = 006A9F }} |                       |                  |                   |                    |                    |                     |
| label = Boris Silayev           | genere = masculí                  | partit = Partit Comunista de la Unió Soviètica | inici = 1999-04-04                              | final = 1999-04-12  | genere = masculí       | interi = ad interim    | color = D40000 }}      |                   |                       |                  |                   |                    |                    |                     |
| label = Boris Silayev           | genere = masculí                  | partit = Partit Comunista de la Unió Soviètica | inici = 1998-12-23                              | final = 1998-12-25  | genere = masculí       | interi = ad interim    | color = D40000 }}      |                   |                       |                  |                   |                    |                    |                     |
| imatge =                        | label = Djoomart Otorbaev         | genere = masculí                               | partit = candidat independent                   | inici = 2014-04-03  | final = 2015-05-01     | genere = masculí       | color = DDDDDD }}      |                   |                       |                  |                   |                    |                    |                     |
| imatge =                        | label = Djoomart Otorbaev         | genere = masculí                               | partit = candidat independent                   | inici = 2014-03-25  | final = 2014-04-03     | genere = masculí       | interi = ad interim    | color = DDDDDD }} |                       |                  |                   |                    |                    |                     |
| label = Medetbek Kerimkulov     | genere = masculí                  | inici = 2005-06-20                             | final = 2005-07-10                              | genere = masculí    | interi = ad interim }} |                        |                        |                   |                       |                  |                   |                    |                    |                     |
| imatge =                        | label = Sooronbay Jeenbekov       | genere = masculí                               | partit = Partit Socialdemòcrata del Kirguizstan | inici = 2016-04-13  | final = 2016-11-11     | genere = masculí       | color = 006A9F }}      |                   |                       |                  |                   |                    |                    |                     |
| imatge =                        | label = Sooronbay Jeenbekov       | genere = masculí                               | partit = Partit Socialdemòcrata del Kirguizstan | inici = 2016-11-11  | final = 2017-08-22     | genere = masculí       | color = 006A9F }}      |                   |                       |                  |                   |                    |                    |                     |
| imatge =                        | label = Sadyr Japárov             | genere = masculí                               | partit = Mekenchil                              | inici = 2020-10-10  | final = 2020-11-14     | genere = masculí       | color = 194A9A }}      |                   |                       |                  |                   |                    |                    |                     |
| imatge =                        | label = Sadyr Japárov             | genere = masculí                               | partit = Mekenchil                              | inici = 2020-10-06  | final = 2020-10-10     | genere = masculí       | interi = ad interim    | color = 194A9A }} |                       |                  |                   |                    |                    |                     |
| imatge =                        | label = Sapar Isakov              | genere = masculí                               | partit = Partit Socialdemòcrata del Kirguizstan | inici = 2017-08-26  | final = 2018-04-19     | genere = masculí       | color = 006A9F }}      |                   |                       |                  |                   |                    |                    |                     |
| imatge =                        | label = Muhammetkaliy Abulgaziyev | genere = masculí                               | partit = candidat independent                   | inici = 2017-08-22  | final = 2017-08-26     | genere = masculí       | interi = ad interim    | color = DDDDDD }} |                       |                  |                   |                    |                    |                     |
| imatge =                        | label = Muhammetkaliy Abulgaziyev | genere = masculí                               | partit = candidat independent                   | inici = 2018-04-20  | final = 2020-06-15     | genere = masculí       | color = DDDDDD }}      |                   |                       |                  |                   |                    |                    |                     |
| imatge =                        | label = Kubatbek Boronov          | genere = masculí                               | partit = candidat independent                   | inici = 2020-06-17  | final = 2020-10-06     | genere = masculí       | color = DDDDDD }}      |                   |                       |                  |                   |                    |                    |                     |
| imatge =                        | label = Artyom Novikov            | genere = masculí                               | inici = 2021-05-05                              | final = 2021-05-20  | genere = masculí       | interi = ad interim }} |                        |                   |                       |                  |                   |                    |                    |                     |
| imatge =                        | label = Ulukbek Maripov           | genere = masculí                               | inici = 2021-02-03                              | final = 2021-05-05  | genere = masculí }}    |                        |                        |                   |                       |                  |                   |                    |                    |                     |
| imatge =                        | label = Ulukbek Maripov           | genere = masculí                               | inici = 2021-05-05                              | final = 2021-10-12  | genere = masculí }}    |                        |                        |                   |                       |                  |                   |                    |                    |                     |
| imatge =                        | label = Adylbek Kasymaliev        | genere = masculí                               | genere = masculí }}                             |                     |                        |                        |                        |                   |                       |                  |                   |                    |                    |                     |